# JenniCam
JenniCam war eine Website, die von 1996 bis 2003 online war. Eine Webcam beobachtete dabei die Protagonistin Jennifer Ringley in ihrem alltäglichen Leben. Der Gebrauch einer Webcam als Tagebuchersatz, das sogenannte Lifecasting, war 1996 eine absolute Neuheit, vorher waren diese Geräte genutzt worden, um beispielsweise den Blick aus dem Fenster zu filmen oder den Füllzustand einer Kaffeemaschine über das Netz anzuzeigen.
JenniCam entwickelte sich, als Ringley mit einer Freundin am Dickinson College über FishbowlCam redete, eine Kamera, die den Inhalt eines Aquariums über das Internet übertrug. Ringley hatte die Idee eines menschlichen Aquariums und richtete eine Kamera auf ihren Raum. Sie begann damit, die Bilder für einige wenige Freunde zu übertragen, nach positiven Rückmeldungen jedoch öffnete sie die Bilder für die gesamte Öffentlichkeit. Anfangs richtete sie eine Webcam auf ihr Zimmer und nahm alle 3 Minuten ein Bild auf, 24 Stunden am Tag, 7 Tage die Woche. Laut Ringley waren die Aufnahmen weder inszeniert noch nachträglich bearbeitet, die Ausnahme machte sie für Gäste des Hauses, die selber nicht erscheinen wollten. Deren Bilder entfernte sie.
Nachdem sie das Projekt zu Beginn ihrer Collegezeit begonnen hatte, folgte die Kamera Ringleys Umzug nach Washington, D.C. Zu der ersten Webcam kaufte sie eine zweite hinzu. Bestand die Website zu Anfang aus Standbildern und Filmen, setzte sie in Washington auch einen Livestream auf (JenniSHOW). Ringley filmte alle Aspekte ihres Lebens, angefangen von Zeiten, in denen sie allein herumsaß und ihr langweilig war, bis hin zu intimen Momenten mit anwesenden Männern. Vor allem aber zeigt die Kamera das normale Leben einer Frau und Webdesignerin, das vor allem aus vielen Telefonaten, langer Bedienung des Computers und vielen Stunden ereignislosen Schlafens bestand. Wenn Ringley unterwegs war, konnte die Kamera über lange Zeiträume auch einfach nur das leere Zimmer zeigen.
Da Ringley sich auch vor der Kamera an- und auszog, lastete schnell der Vorwurf der Pornographie auf ihrem Projekt. Der Erfolg von JenniCam brachte hunderte Nachfolger hervor. Die meisten davon arbeiteten nach einem ähnlichen Konzept – normales Leben, in dem Nacktheit gelegentlich vorkam. Einige jedoch erkannten schnell die Popularität nackter und halbnackter Frauen im Internet, betonten diese Seite der Livecam wesentlich stärker und näherten sich einer Softcore-Ästhetik an. Innerhalb weniger Jahre gab es mehrere tausend Angebote sogenannter Livecams, deren inhaltliche Spannbreite sich von harmloser und deutlich bearbeiteter Familienunterhaltung bis hin zur Hardcore-Pornographie bewegte.
CNet listete JenniCam 2008 als eine der großartigsten abgeschalteten Websites aller Zeiten auf. Zeitweilig soll JenniCam bis zu 100 Millionen Besucher pro Woche gehabt haben. Der Erfolg der Website brachte Ringley Einladungen zu Talkshows und die Abbildung auf diversen Magazinen. In der CBS-Krimiserie Diagnose: Mord trat sie 1998 in der Folge Rear Window '98 auf. Sie spielte dort eine Webcam-Betreiberin, die vor laufender Kamera ermordet wird. Nachdem es als Hobby gestartet war, verkaufte Ringley spätere Mitgliedschaften für 15 US-Dollar für drei Monate. Mitglieder erhielten dafür jede Minute ein neues Bild (im Gegensatz zu einem Bild alle 15 Minuten für Nichtmitglieder), hatten Zugriff auf ein Archiv aller bisherigen Bilder und konnten einen Chat betreten. Die Einnahmen dienten primär dazu, die Bandbreitenkosten zu decken, ermöglichten Ringley aber einige Jahre auch ein komfortables Leben. Im Jahr 2003 schließlich löste sie JenniCam auf, da PayPal keine Geschäftspartner mehr akzeptierte, die Geld mit Nacktaufnahmen machten. Ringley ist verheiratet, lebt im kalifornischen Sacramento und arbeitet als Programmiererin.